# Calycicoccus merwei
Calycicoccus merwei är en insektsart som beskrevs av Charles Kimberlin Brain 1918. Calycicoccus merwei ingår i släktet Calycicoccus och familjen filtsköldlöss. Inga underarter finns listade i Catalogue of Life.